# زمین‌لرزه مرداد ۱۳۹۳ مورموری
زمین لرزه مورموری زمین‌لرزه‌ای (به بزرگی ۶٫۲ در مقیاس بزرگای گشتاوری بنا به گزارش موسسه ژئوفیزیک دانشگاه تهران) بود که ساعت ۷ و ۲ دقیقه روز ۲۷ مرداد ۱۳۹۳، (در عمق ۱۰.۲ کیلومتری زیر زمین بنا بر گزارش مرکز لرزه‌نگاری کشوری) در شهر مورموری از توابع شهرستان آبدانان در استان ایلام رخ داد و موج این زمین لرزه در استان های خوزستان ،کرمانشاه و لرستان نیز احساس شد.در طی این زمین لرزه منطقه مورموری و نواحی اطراف آن بیش از 596 پیش لرزه و پس لرزه را تجربه کردند که بزرگترین پس لرزه رخ داده با قدرت 5.8 ریشتر بود.